# SNCAC NC.2001
Le NC.2001 Abeille est un hélicoptère expérimental réalisé par René Dorand pour la Société nationale des constructions aéronautiques du Centre (SNCAC) à la fin des années 1940. Il ne déboucha pas sur une production en série.